# 152 mm haubica wz. 18/46
152 mm houfnice vz. 18/46 (152 mm haubica wz. 18/46) – czechosłowacka haubica polowa z okresu po II wojnie światowej. 

## Historia
Po zakończeniu II wojny światowej w Czechosłowacji rozpoczęto produkcję uzbrojenia korzystając ze wzorów niemieckich produkowanych na terenie Czechosłowacji w czasie wojny. Jednym z takich sprzętów była 152 mm haubica M 18/46, która została oparta na niemieckiej haubicy kal. 15 cm.
Czechosłowacka haubica została znacznie zmodyfikowana, przede wszystkim zmieniono jej kaliber przystosowując do amunicji radzieckiej kal. 152 mm, wprowadzono osłonę przednią i powiększono hamulec wylotowy.
Ich produkcję rozpoczęto w 1946 roku, korzystając z posiadanych zapasów pozostawionych Niemców i ich planów. W 1947 roku opracowano kolejną unowocześnioną wersję tego działa oznaczoną jako wz. 18/47, która była produkowano od 1947 roku.

### Użycie
Haubice te wprowadzono w 1946 roku do armii czechosłowackiej, gdzie zastępowano nimi zużyty sprzęt z okresu II wojny światowej, jednocześnie tym samym ujednolicano sprzęt w pododdziałach artylerii. W haubicy stosowano dwa rodzaje pocisków: odłamkowo-burzących o masie 39,9 kg i przeciwpancernych o masie 51,1 kg; pocisk przeciwpancerny przebijał pancerz o grubości 81 mm z odległości 1000 m.  Znajdowały się na uzbrojeniu do lat siedemdziesiątych XX wieku. Do ich holowania używano samochodów ciężarowych: Tatra 111 i KrAZ-214.